# Squadriglia 81
81ª Squadriglia Aeroplani da Caccia (röviden: 81ª, teljes nevén magyarul: 81. Vadászrepülő Osztag) egy híres olasz repülőszázad volt, amelynek ászpilótái az első világháború során 20 légi győzelmet szereztek. Több híres pilóta közül itt szolgált a legtöbbet Flavio Baracchini az olasz légierő 4. legeredményesebb vadászpilótája.

## Története

### Megalakulása
A repülőszázad 1917 márciusában alakult meg, és rá egy hónapra 1917 áprilisában már mozgósították és frontszolgálatra küldték. 

### Ászpilóták
- Flavio Baracchini (16 légi győzelem a századnál, összesen 21)
- Gastone Novelli (3 légi győzelem a századnál, összesen 8)
- Alessandro Buzio (1 légi győzelem a századnál, összesen 6)

### Repülőgépek
- Francia gyártmányú: Niueport 11
- Francia gyártmányú: Nieuport 17
- Francia gyártmányú: Hanriot HD.1

## Lásd még
- Első világháború
- Olaszország történelme